# Войвож (приток Лиственничной)
Войвож (устар. Вой-Вож) — река в России, протекает по Республике Коми. Устье реки находится в 10 км по левому берегу реки Лиственничная. Длина реки составляет 23 км.
В 8 км от устья по правому берегу впадает река Недзьвож.

## Данные водного реестра
По данным государственного водного реестра России относится к Двинско-Печорскому бассейновому округу, водохозяйственный участок реки — Печора от водомерного поста у посёлка Шердино до впадения реки Уса, речной подбассейн реки — бассейны притоков Печоры до впадения Усы. Речной бассейн реки — Печора.
Код объекта в государственном водном реестре — 03050100212103000064655.